# Sallai Virág
Sallai Virág névvariáns: Sallay (Kisszállás, 1944. december 2. –) Aase-díjas magyar bábművész, színésznő.

## Életpályája
Kisszálláson született, 1944. december 2-án. A Bábszínészképző Tanfolyamot 1967-ben végezte el és pályáját az Állami Bábszínházban kezdte. 1992-től, megalakulása óta a Kolibri Színház társulatának művésznője. 1990-ben Bábszínházi aranygyűrűt kapott, 1994-ben és 2001-ben Kolibri Hölgy elismerésben részesült, 2021-ben Aase-díjas lett.

## Fontosabb színházi szerepeiből
- Hárs László: Fordított esztendő... Pergő Panni
- Bálint Ágnes: Az elvarázsolt egérkisasszony... Fáni, kisegér
- Pápa Relli: Dani Bogárországban... Dani
- Koczogh Ákos: Kalevala – Észak fiai... Louhi lánya
- Fehér Klára: Kaland a Tigrisbolygón... András
- Kodály Zoltán – Garay János – Szilágyi Dezső: Háry János... Örzse; Bíró
- Szilágyi Dezső: Rámájana... Szitá királylány; Szumitrá királyasszony
- William Shakespeare: A vihar... Ariel, légi szellem
- Tóth Eszter: Piroska és a három kismalac... Piroska
- Rudyard Kipling – Balogh Géza: A dzsungel könyve... Messzua, hindu asszony
- Bertolt Brecht – Szilágyi Dezső: A kispolgár hét főbűne... Anna II. és a főbűnök démona
- Ignácz Rózsa: Csipkerózsika... Mindigjó tündér
- Tamara Grigorjevna Gabbe – Tótfalusi István: Hamupipőke... Pántlika; Egérke
- Erich Kästner – Horváth Péter: Május 35... Lófarkos
- Kapecz Zsuzsa – Novák János: Aladdin... Zulejka; Kikiáltó
- Grimm fivérek – Horváth Péter Hófehérke és a hét törpe... Dajka
- Hans Christian Andersen: sHÓwKIRÁLYNŐ... sHÓwKIRÁLYNŐ

## Filmek, tv
- A bajusz
- A fülemile
- Hacktion: Újratöltve (2014)

## Díjai, elismerései
- Bábszínházi aranygyűrű (1990)
- Kolibri hölgy (1994; 2001)
- Aase-díj (2021)[1]